# Dennise Mathieu

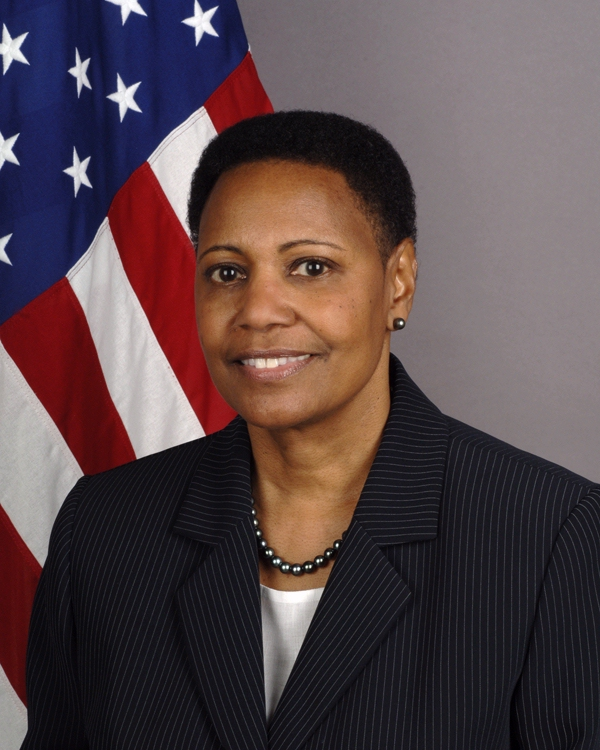
Dennise Mathieu

Gail Dennise Thomas Mathieu (* 1951) ist eine ehemalige US-amerikanische Diplomatin.

## Leben
Dennise Mathieu stammt aus New Jersey und wuchs in Newark und Westfield auf. Sie besuchte das Antioch College, das sie 1973 mit einem Bachelor in Hispanistik und Lateinamerikanistik abschloss. 1976 machte sie einen Juris Doctor an der Rutgers University. Mathieu begann ihre berufliche Laufbahn als Amtsanwalt-Assistentin in Newark und wurde Mitglied der Anwaltskammern von New Jersey und des District of Columbia. Sie heiratete und bekam ein Kind.
Im Jahr 1978 trat Dennise Mathieu in den diplomatischen Dienst des Außenministeriums der Vereinigten Staaten. Sie arbeitete in Paris, Genf, Dschidda, Port of Spain und Santo Domingo und wirkte als Beobachterin der Vereinigten Staaten bei der UNESCO. Sie wurde 1995 Vizedirektorin des Büros für Angelegenheiten der pazifischen Inseln und wechselte 1997 als Vizedirektorin ins Büro für westafrikanische Angelegenheiten. Von 1999 bis 2002 wurde sie als stellvertretende Leiterin der US-Botschaft in der ghanaischen Hauptstadt Accra eingesetzt.
Mathieu trat 2002 das Amt der US-Botschafterin in Niger an, das sie bis 2005 ausübte. Sie setzte sich bei Geldgebern und Regierungen für nachhaltige Maßnahmen gegen die chronische Nahrungsmittelknappheit im Land und für den Ausbau der Handelsbeziehungen zwischen Niger und den Vereinigten Staaten ein. Im Anschluss arbeitete sie als Abteilungsleiterin im Büro für Angelegenheiten der internationalen Organisationen im US-Außenministerium. Im Jahr 2007 wurde Mathieu Botschafterin der Vereinigten Staaten in Namibia. Zu ihrer Agenda zählten die Stärkung von Demokratie und Menschenrechten, HIV/AIDS-Bekämpfung und Wirtschaftsförderung. Ihre Mission endete 2010.